# Cliff Palace
 (octobre 2020).
Si vous disposez d'ouvrages ou d'articles de référence ou si vous connaissez des sites web de qualité traitant du thème abordé ici, merci de compléter l'article en donnant les références utiles à sa vérifiabilité et en les liant à la section « Notes et références ».
Cliff Palace est la plus grande habitation creusée dans un versant de plateau d'Amérique du Nord. L'antique édifice Pueblo est situé dans le Parc national de Mesa Verde, aux États-Unis dans le coin Sud-Ouest de l'État du Colorado, pays du peuple Anasazi.

## Site archéologique
Cliff Palace est une grande bâtisse en ruine construite dans une alcôve de grès. L'alcôve mesure 27 m de profondeur et 18 m de hauteur. L'édifice mesure 88 m de long. Il y a 150 à 200 pièces, bien que seules 25 à 30 de ces chambres possédaient un âtre, ce qui indiquerait que la chambre était utilisée comme espace de vie. Bien que beaucoup des autres chambres étaient des lieux de stockage, Cliff Palace contient beaucoup de lieux ouverts et de chambres dont la fonction n'a pas encore été comprise. Dans l'étage le plus élevé de l'alcôve, il existe neuf chambres de stockage qui ont été construites en hauteur, loin de la moisissure et des nuisibles, et dans lesquelles  le surplus de la récolte aurait pu être emmagasiné. Les chambres de stockage sont accessibles par des échelles amovibles. Compte tenu du nombre de chambres avec des âtres, il a été estimé que 100 à 200 Anasazis résidaient à Cliff Palace, bien que certains estiment une fourchette allant de 125 à 150 personnes. 

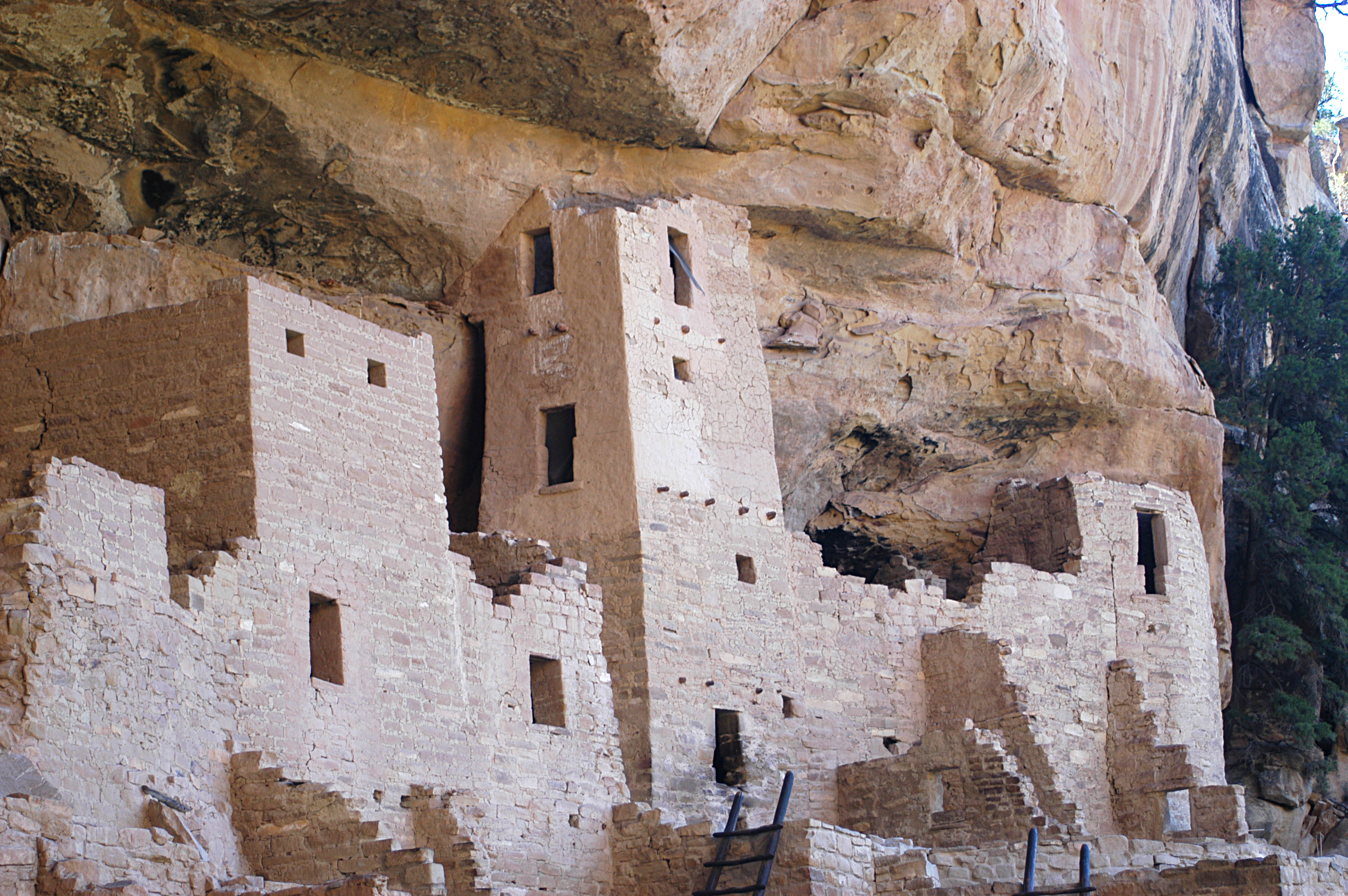
Habitations creusées dans la roche.

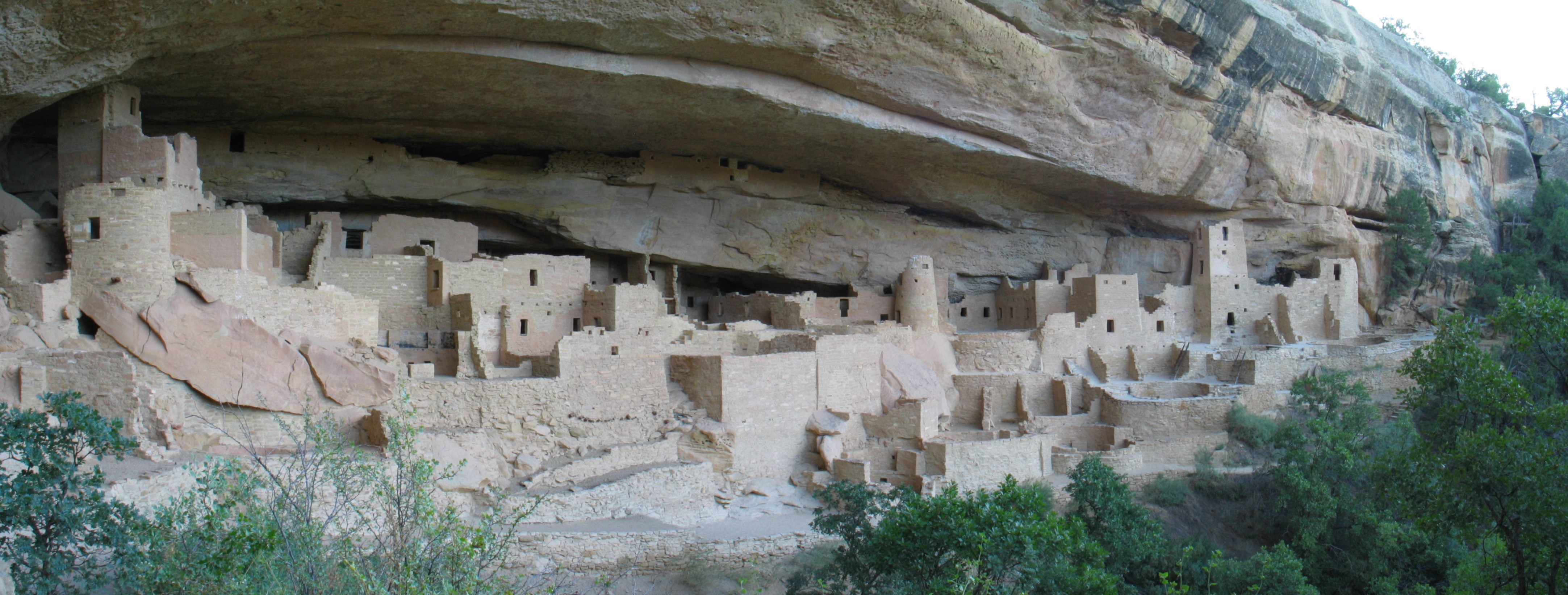
Cliff Palace.

Il y a plusieurs structures carrées et rondes appelées tours. Ces tours contiennent certaines des maçonneries les plus raffinées de la ruine. L'intérieur de la tour de trois étages au sud du complexe contient du plâtre d'origine sur lequel des motifs abstraits ont été peints.
Cliff Palace contient 23 kivas comprenant des chambres ayant une fonction cérémonielle. Une kiva, au centre de la ruine, se trouve à l'endroit où tout l'édifice est divisé par une série de murs sans portes. Les murs de ce kiva sont plâtrés d'une couleur d'un côté et d'une couleur différente sur le côté opposé. Les archéologues pensent que Cliff Palace abritait deux communautés et que ce kiva était utilisé pour réunir les deux communautés.
La datation dendrochronologique indique que la construction et la rénovation de Cliff Palace a été continue depuis 1190 jusque vers 1260, bien que la partie principale du bâtiment ait été faite durant une période de vingt ans. Pour des raisons inconnues, Cliff Palace  a été abandonnée en 1300. En 1888, Richard Wetherill et Charlie Mason, deux cowboys de Mancos trouvèrent Cliff Palace. (C'est Wetherill qui lui donna son nom actuel.) Wetherill et Mason guidèrent beaucoup de personnes au site, y compris Frederick H. Chapin, d'après lequel le site de Chapin Mesa a été nommé, et Gustaf Nordenskiöld, un scientifique suédois qui a exploré beaucoup de ruines dans la région de Mesa Verde. Il ne fallut qu'une décennie pour que Cliff Palace devînt une attraction touristique. Beaucoup de ces premiers touristes emmenèrent avec eux des artefacts, campèrent à l'intérieur, et endommagèrent les ruines. En 1906, Mesa Verde a été déclaré parc national.